# Cordillera Waddington
La cordillera de Waddington es una subcordillera de la cordillera del Pacífico de las Montañas de la Costa en el suroeste de la Columbia Británica, Canadá. Sólo tiene una superficie de unos 4000 km², relativamente pequeña dentro de la extensión de la cordillera, pero es la zona más alta de la cordillera del Pacífico y de las Montañas de la Costa, ya que está coronada por su homónimo, el monte Waddington, de 4019 m. La cordillera de Waddington es también extremadamente accidentada y es más un complejo de picos que un solo campo de hielo, en contraste con los otros enormes macizos de hielo de las Montañas Costeras del sur, que no tienen tantos picos y tienden a tener masas de hielo más contiguas.

## Historia
La dificultad de acceso al núcleo del macizo retrasó el avistamiento, la medición y la escalada del monte Waddington hasta 1936; sólo fue avistado desde la isla de Vancouver por escaladores en la década de 1930 y al principio se le denominó montaña misteriosa, porque hasta entonces se desconocía su existencia. Al parecer, incluso en la tradición de las Primeras Naciones sólo se hablaba de su existencia de forma vaga, como una posibilidad, y parece poco probable que ningún aventurero de las Primeras Naciones hubiese penetrado en el núcleo del macizo, dada la tremenda dificultad que supone incluso para los montañeros equipados con el equipo moderno de exteriores.
En su extremo oriental, en las profundidades del gran cañón del río Homathko, se produjo el primer suceso truculento de la guerra de guerrillas conocida por la historia como la Guerra de Chilcotin de 1864. Esta guerra se debió al intento de Alfred Waddington de construir una carretera desde el Bute Inlet hasta Barkerville. Port Waddington, un levantamiento de tierras que queda de aquellos días, permanece en el mapa en la orilla sur del Homathko, donde desemboca en el Bute Inlet.
La carretera de Waddington no llegó a completarse a causa de la guerra, pero fue examinada en años posteriores como una de las principales rutas posibles para la línea principal del ferrocarril Canadian Pacific. La elección de la ruta supondría que el ferrocarril terminara en Victoria, pero a pesar del fuerte apoyo de esa ciudad y de la provincia, el ferrocarril eligió elBurrard Inlet, que se convirtió en la actual Vancouver.

## Cordilleras y campos de hielo vecinos
Inmediatamente al norte de la cordillera Waddington se encuentra la cordillera Pantheon, mientras que al sur está la cordillera Whitemantle. Al noreste, a través del arroyo Mosley, la principal bifurcación occidental del río Homathko, se encuentra la cordillera Niut, mientras que al este, a través del río Homathko, está el campo de hielo Homathko y las cordilleras que lo acompañan. Al noroeste, a través del río Klinaklini, se encuentra el campo de hielo Ha-Iltzuk, que es el mayor de los casquetes de hielo costeros del sur de las Montañas Costeras, más grande que el complejo de glaciares y picos de la cordillera Waddington o el campo de hielo Homathko.